# Tyršovo nábřeží (Bratislava)

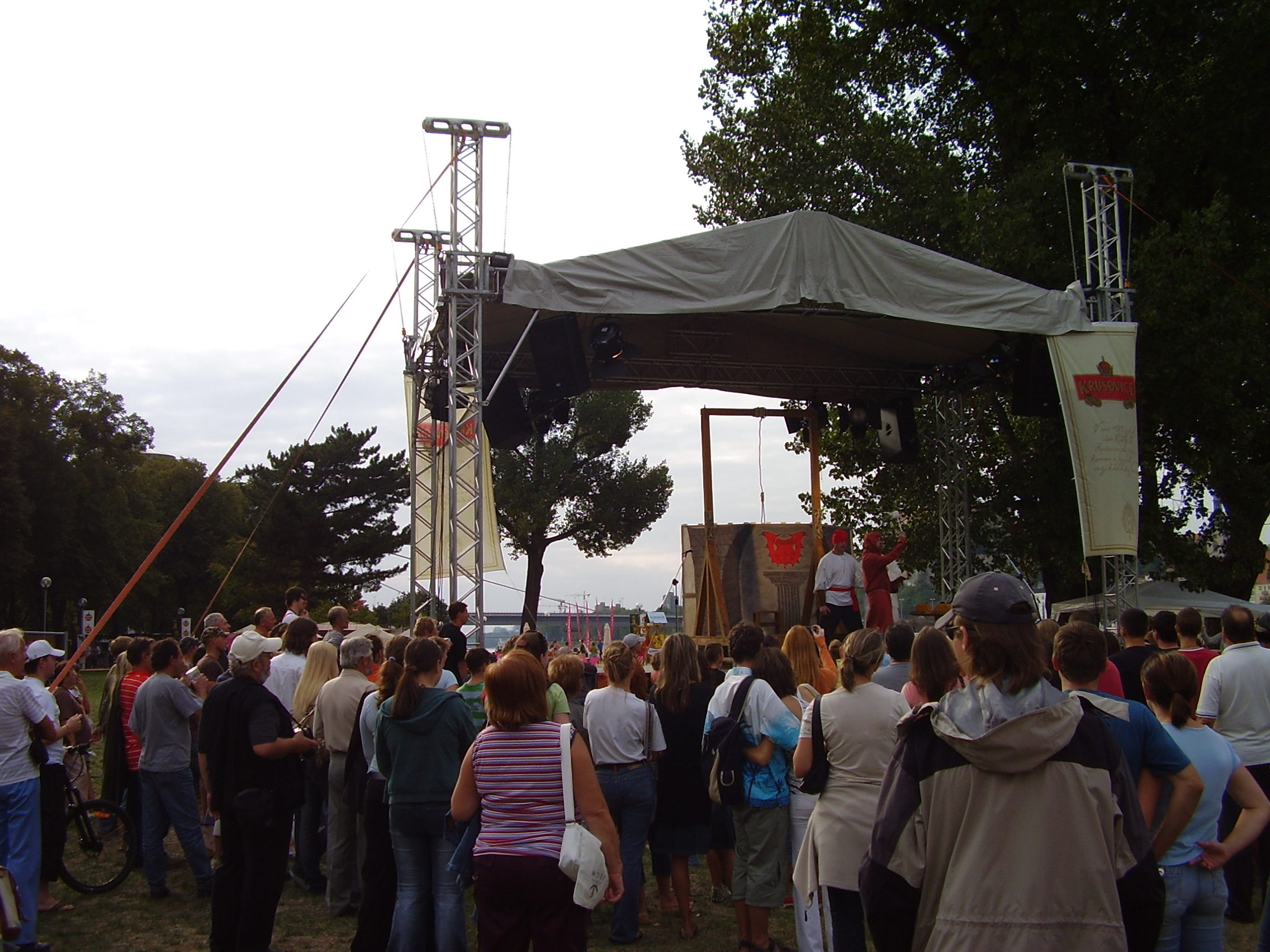
Kulturní akce na Tyršově nábřeží 9. září 2007

Tyršovo nábřeží je nábřeží Dunaje v Bratislavě v městské části Petržalka v okrese Bratislava V.
Z jihu je ohraničeno komunikací Vídeňská cesta, která ho odděluje od Sadu Janka Krále. Nachází se zde divadlo Aréna a dvě stylové restaurace Au café a Leberfinger.
V 80. a 90. letech 20. století se zde nacházel lunapark, začátkem 21. století byl odstraněn a od té doby se nábřeží používá na kulturní-společenské a rekreační akce.
Protože nábřeží je záplavové území, neuvažuje se o novém zprovoznění zábavního parku na tomto území, nábřeží se má nadále využívat na kulturně-společenské akce.
V roce 2005 se zde odehrál koncert britského zpěváka Eltona Johna.